# Форт Поспелова
Форт Поспелова — бывшее «Временное укрепление № 4». Одно из мощных укреплений комплекса Владивостокская крепость. Историческое название «Форт князя Дмитрия Донского».

## История
Построен в 1903 году по проекту 1899 года на Поспеловском хребте (высота 150 м) на полуострове Сапёрном острова Русский. Автор комплекса — инженер Петр Гнучев. До 2000 года в форте находились 87-мм орудия образца 1867 года. Является близким аналогом укреплений Порт-Артура (теперь г. Далянь, КНР). Название «форт Поспелова» закрепилось по названию местности, где находятся одноимённые гора, мыс и поселок. Михаил Поспелов — сослуживец Василия Бабкина — исследователя Японского моря. Бабкин проводил картографические работы в заливе Петра Великого в 1860-х годах и назвал мыс в северной части острова Русский именем своего товарища.
В советское время использовался как артиллерийские склады и склады боезапаса Школы оружия КТОФ, курсанты которой несли на бывшем форте караульную службу. Сейчас комплекс доступен для всех.

## Технические особенности
Форт Поспелова состоит из:
- защитного рва;
- горжевого капонира;
- стрелковой казармы;
- павильона для артезианской скважины;
- двойного кофра;
- двух казарм для личного состава;
- порохового и снарядного погребов;
- двух убежищ для пушек.

Толщина бетонных стен — 90 см. Рассчитан форт на десять 9-фунтовых (107-мм) пушек и два пулемёта на крепостных станках.

## Галерея

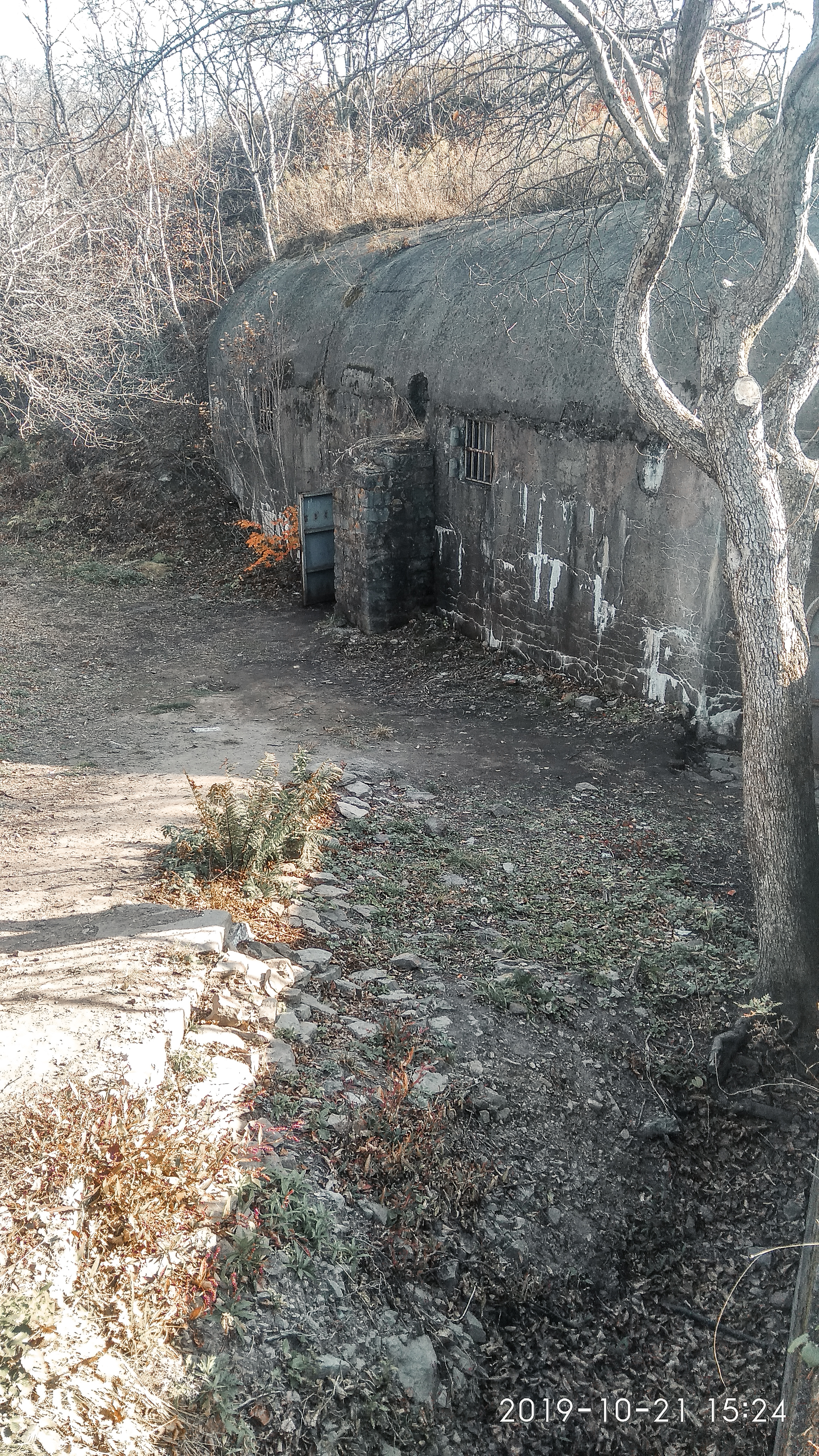
Технический блок
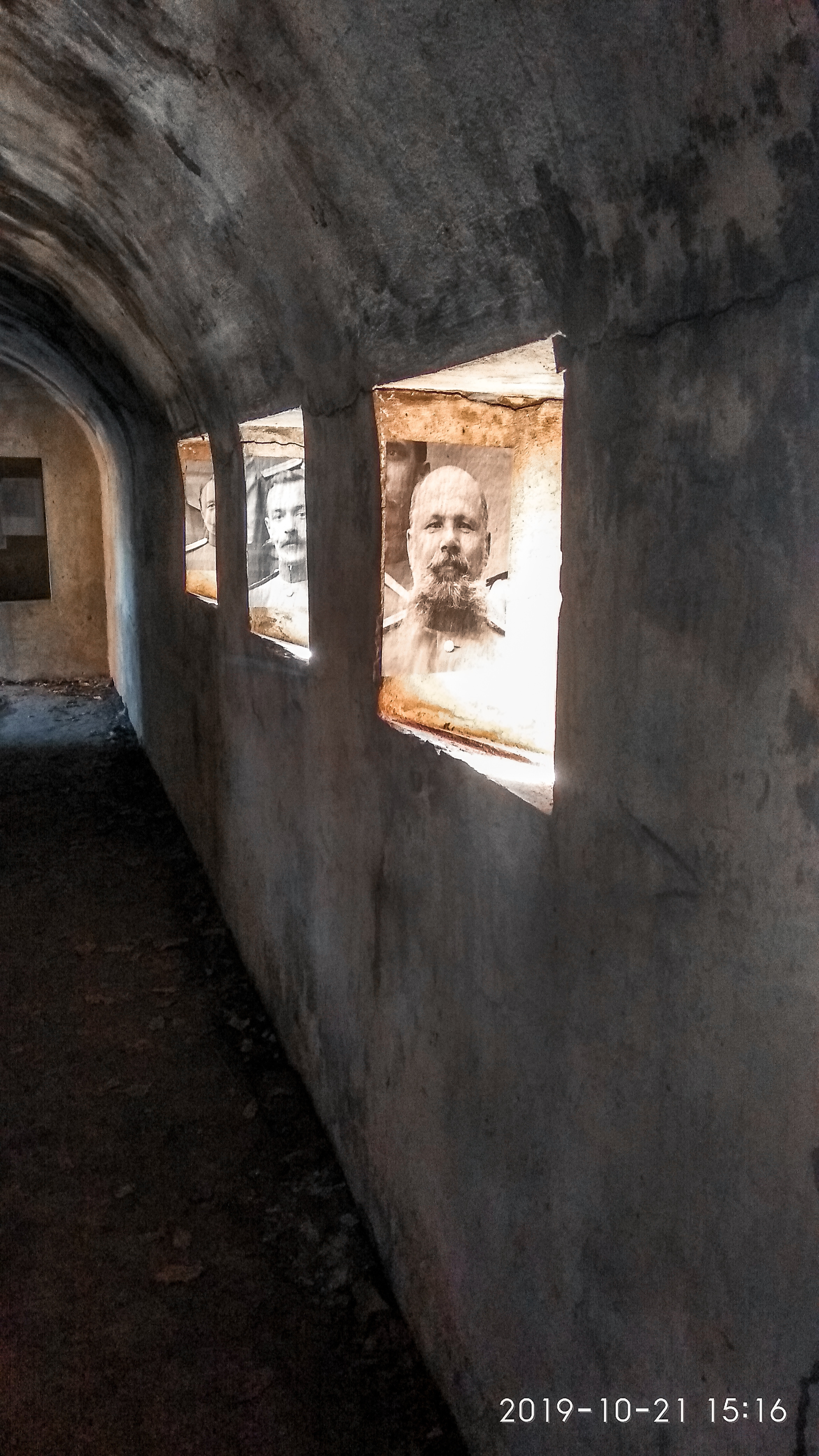
Личный состав, который нёс службу в годы функционирования форта
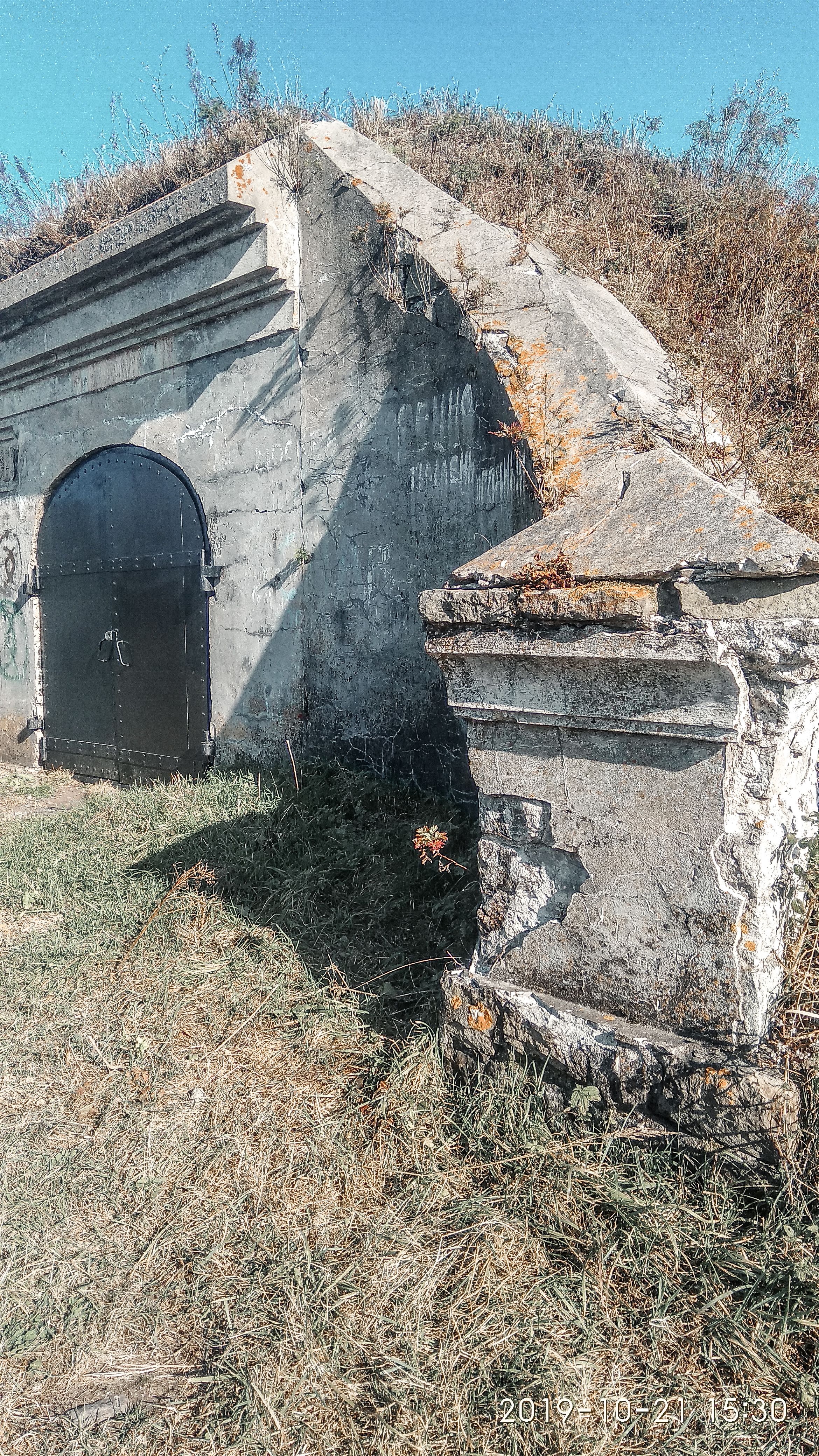
Часть форта Поспелова